# Долуханов, Марк Павлович
Марк Павлович Долуханов (23 июня 1907 года, Тифлис, Тифлисская губерния, Российская Империя — 15 июля 1975 года, Ленинград, РСФСР, СССР) — советский ученый в области радиотехники. Заслуженный деятель науки и техники РСФСР.

## Биография
Марк Павлович Долуханов родился 23 июня 1907 года в Тифлисе в семье юриста Павла Марковича и пианистки Евгении Исааковны Долухановых. Грамоте и началам арифметики обучался дома у матери.
В 1917 году поступил в 1 класс тифлисской первой мужской гимназии, в следующем году преобразованной в 16-й техникум, который окончил в 1924 году. Осенью того же года поступил на 1 курс Тифлисского политехнического института.
В 1928 году в связи с переездом семьи в Ленинград М. П. Долуханов переводится с третьего курса в Ленинградский электротехнический институт им. Ленина (ЛЭТИ), электрофизический факультет которого по специализации «Радиотехника» окончил в 1930 году.
В 1929 году начал работать, будучи ещё студентом, на радиостанции в Детском Селе в качестве радиомеханика. В марте 1930 года перешел в Центральную радиолабораторию и проработал там до февраля 1942 года (впоследствии ЦРЛ была преобразована в завод № 327). На заводе разрабатывал радиоизмерительную аппаратуру, начиная с 1933 года выполнял оборонные заказы. За время работы на заводе под руководством М. П. Долуханова выполнен ряд разработок для Красной Армии и Военно-морского флота.
С 1931 года начал преподавательскую деятельность в высших учебных заведениях. Преподавал непрерывно в Ленинградском электротехническом институте связи (ЛЭИС) с 1933 года.
В 1936 году женился на девушке из рабочей семьи Лидии Михайловне Александровой, окончившей чертёжные курсы. В 1937 году у них родился сын Павел.
При институте в 1940 году защитил кандидатскую диссертацию, а в 1941 году был утверждён Всесоюзным комитетом по делам высшей школы (ВКВШ) в звании доцента.
До февраля 1942 года оставался в Ленинграде, продолжал работать на заводе и в институте связи, где до последнего момента продолжал вести занятия со студентами.
В начале февраля 1942 года, практически потеряв способность к передвижению, был эвакуирован вместе с семьёй на самолёте в Москву, откуда, оправившись, переехал в Тбилиси — место эвакуации ЛЭИС. Вернулся в Ленинград вместе институтом в августе 1944 года.
С 1944 по 1975 год возглавлял кафедру технической электродинамики и антенн ЛЭИС. М. П. Долуханов был одним из первых ученых в Советском Союзе, кто в начале 1950-х годов не побоялся выступить в защиту теории информации и кибернетики, отнесенных в те годы в разряд «буржуазных лженаук».
В 1955 году Марк Павлович успешно защитил в качестве докторской диссертации написанный им учебник «Распространение радиоволн», ставший классическим трудом и до сих пор не потерявший своей актуальности.
Умер 15 июля 1975 года.

## Научная деятельность
Круг научных интересов М. П. Долуханова был значительно шире профиля руководимой им кафедры. Он был одним из немногих учёных нашей страны, который значительное внимание уделял теории информации. Известны его монографии по дальнему распространению УКВ, теории рассеяния на неоднородностях в тропосфере, флуктуационным процессам при распространении радиоволн и другие.
Особое место среди его работ занимает первый в мировой практике современный учебник «Распространение радиоволн», выдержавший 5 изданий и переведенный на 5 иностранных языков, включая английский и китайский. Благодаря педагогическому таланту М. П. Долуханова этот классический учебник стал настольной книгой для многих поколений инженеров-радистов.
Подготовил около 20 кандидатов наук. Его ученики образовали ядро ведущих доцентов кафедры технической электродинамики и антенн ЛЭИС.
М. П. Долуханов был человеком разносторонне образованным. В совершенстве владел многими европейскими языками, имел профессиональное музыкальное образование. Будучи по природе добрым, предъявлял к людям высокие моральные требования. По свидетельству современников, сочетал в себе черты блестящего ученого, опытного педагога и интересного собеседника.
Внимательно и весьма доброжелательно относился к талантливой молодежи, старался поддерживать молодых ученых.
Автор более 100 печатных работ и 10 изобретений. Почти все его труды написаны под его единоличным авторством.

## Семья
- Отец — Павел Маркович Долуханов (1869—1942);
- Мать — Евгения Исааковна Долуханова (1880—1966);
- Брат — Долуханян Александр Павлович (1910—1968) — армянский советский композитор, заслуженный деятель искусств Армянской ССР (1958);
- Жена — Лидия Михайловна Александрова (1909—1980);
- Сын — Павел Маркович Долуханов (1937—2009) — российский и британский палеогеограф и археолог.

## Награды
- Медаль «За победу над Германией в Великой Отечественной войне 1941—1945 гг.»[8];
- Медаль «За оборону Кавказа» (1946);
- Медаль «За доблестный труд в Великой Отечественной войне» (1946);
- Орден «Знак Почета» (1951);
- Орден Трудового Красного Знамени (1952);
- Звание «Почётный радист СССР»;
- Заслуженный деятель науки и техники РСФСР (1967).

## Избранная библиография
- Распространение радиоволн : Учебник для вузов / М. П. Долуханов. — 5-е изд. — М. : URSS, 2021. — 336 с. : ил.
- Флуктуационные процессы при распространении радиоволн / М. П. Долуханов. — М. : Связь, 1971. — 182 с. : ил.
- Распространение радиоволн : / М. П. Долуханов. — М. : Советское радио, 1972. — 151 с. : ил., табл. — (Библиотека радиоинженера «Современная радиоэлектроника»; вып. 8).
- Дальнее распространение ультракоротких волн : научное издание / М. П. Долуханов. — М. : Связьиздат, 1962. — 176 с. : ил.
- Оптимальные методы передачи сигналов по линиям радиосвязи / М. П. Долуханов. — М. : Связь, 1965. — 172 с. : ил.
- От миллигерц до терагерц / М. П. Долуханов. — Л. : Судостроение, 1970. — 104 с. : ил. Архивная копия от 23 января 2022 на Wayback Machine